# 宮良高弘
宮良 高弘（みやら たかひろ、1935年12月7日 - 2018年2月17日）は、日本の民俗学者、札幌大学名誉教授。

## 略歴
沖縄県石垣市生まれ。1960年明治大学法学部卒、1966年東洋大学社会学部卒、1965年明大法学部助手、1967年札幌大学教養部講師、1970年助教授、1976年教授、1979年教養部長、文化学部教授、2006年定年退任、名誉教授。
1973年『波照間島民俗誌』で渋沢賞受賞。1974年「八重山の社会構造に関する研究」で東洋大学社会学博士。弟子には森雅人（札幌大谷大学教授）がいる。

## 著書
- 『叢書わが沖縄 別巻　波照間島民俗誌』木耳社 1972
- 『北の生活文化』第一書房 北のシリーズ 1992

### 共編著
- 『八重山の社会と文化』編 木耳社 1973
- 『宇奈月の社会と民俗 内山・音沢の事例』編 北海道みんぞく文化研究会 1988
- 『むらの生活 富山から北海道へ』編 北海道新聞社 道新選書 1988
- 『野辺地の社会と民俗 馬門の事例』編 北海道みんぞく文化研究会 1989
- 『野辺地の社会と民俗 野辺地の事例』編 北海道みんぞく文化研究会 1990
- 『野辺地の社会と民俗 有戸の事例』編 北海道みんぞく文化研究会 1991
- 『江差町の社会と民俗 五勝手の事例』編 北海道みんぞく文化研究会 1993
- 『北の民俗学』編 雄山閣出版 1993
- 『祭礼行事 都道府県別 北海道』高橋秀雄共編 桜楓社 1993
- 『日本文化を考える 北と南からの視点』編 第一書房 1993
- 『まつりと民俗芸能』森雅人共著 北海道新聞社 北の生活文庫 1995
- 『南島を探る 沖縄の生活史』編 北海道みんぞく文化研究会 1996
- 『北海道の家族と人の一生』萩中美枝,小田嶋政子共著 北海道新聞社 北の生活文庫 1998
- 『歴史と民族における結婚と家族 江守五夫先生古稀記念論文集』森謙二共編 第一書房 2000